# 마법소녀 메구쨩

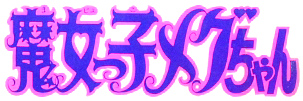

마법소녀 메구쨩은 인기 마법소녀 애니메이션 시리즈이다. 이 만화는 이노우에 토모와 나리타 마키호가 제작했으며, 72화의 애니메이션 시리즈는 1974년부터 1975년까지 도에이 애니메이션이 제작했다.
대한민국에서는 《요술천사 꽃분이》라는 제목으로 1976년 4월 15일부터 10월 28일까지 MBC에서 방영되었다.

## 주요 등장인물
칸자키 메구
처음에, 메구는 가장 단순한 수준에서 조차 '정상적인' 사회에 적응하는데 심각한 어려움을 겪는다.
고우 논
머리 색깔이 파란색이고 피부색이 옅은 논은 마녀 세계에서 가장 강력한 마법사이다.

## 방영목록
제1화 지구에 온 마녀
제2화 내이름은 꽃분이
제3화 모두가 요술쟁이
제4화 사랑의 마술사
제5화 아빠와 피아노
제6화 짤이는 심술꾸러기
제7화 내마음의 노래
제8화 풍선여행소동
제9화 달나라에서 온 손님
제10화 멍멍이 소개
제11화 요술나라의 법
제12화 아빠의 선물
제13화 하늘에 피는 순정
제14화 꽃분이가 둘
제15화 숲속의 도련님
제16화 도깨비의 장난
제17화 꽃분이의 첫사랑
제18화 선배는 요술쟁이
제19화 새로운 출발
제20화 창피주기작전
제21화 꽃분이의 새옷
제22화 보이지 않는 소년
제23화 요술시합
제24화 우주의 마귀
제25화 대사의 아들(최종회)